# تايرل بيرغيس
تايرل ألان بيرغيس (بالإنجليزية: Tyrell Allan Burgess)‏ (مواليد 5 مارس 1986 في سميثز باريش) لاعب كرة قدم برمودي دولي يجيد اللعب في خط الوسط . يلعب حاليا لصالح نادي برمودا هوغز البرمودي منذ 2010 .

## روابط خارجية
- تايرل بيرغيس على موقع قاعدة بيانات كرة القدم.إي يو (الإنجليزية)
- تايرل بيرغيس على موقع ناشيونال فوتبول تيمز (الإنجليزية)
- تايرل بيرغيس على موقع كووورة